# بیلی مک‌کینلای
بیلی مک‌کینلای (انگلیسی: Billy McKinlay؛ زادهٔ ۲۲ آوریل ۱۹۶۹) بازیکن سابق و مربی فوتبال اهل اسکاتلند است.
وی سابقه بازی در تیم‌های باشگاه فوتبال داندی یونایتد، بلکبرن راورز، لستر سیتی، برادفورد سیتی، پرستون نورث اند و باشگاه فوتبال فولام و همچنین ۲۹ بازی ملی برای تیم ملی فوتبال اسکاتلند در کارنامه دارد.